# Gościmin Wielki
Gościmin Wielki – wieś sołecka w Polsce położona w województwie mazowieckim, w powiecie płońskim, w gminie Nowe Miasto. Leży nad Soną dopływem Wkry.
W latach 1954–1959 wieś należała i była siedzibą władz gromady Gościmin Wielki, po jej zniesieniu w gromadzie Nowe Miasto. W latach 1975–1998 miejscowość administracyjnie należała do województwa ciechanowskiego.